# Тејлор (Небраска)
Тејлор (енгл. Taylor) град је у америчкој савезној држави Небраска.

## Демографија
По попису из 2010. године број становника је 190, што је 17 (-8,2%) становника мање него 2000. године.
| Група             | 2000.       | 2010.       |
| Белци             | 205 (99,0%) | 189 (99,5%) |
| Афроамериканци    | 0 (0,0%)    | 0 (0,0%)    |
| Азијати           | 0 (0,0%)    | 0 (0,0%)    |
| Хиспаноамериканци | 2 (1,0%)    | 1 (0,5%)    |
| Укупно            | 207         | 190         |